# Церковь Святой Анны (Корк)
Церковь Святой Анны (англ. Church of St Anne) — англиканский храм в Корке, Ирландия.
Церковь построена в XVIII веке на месте старого разрушенного храма. Здесь хранится небольшая экспозиция изданий Библии XVII века.
Современная постройка знаменита самыми большими башенными часами в Корке, а также своими 8 колоколами и высокой колокольней, которая является хорошей смотровой площадкой. Туристы могут подняться на звонницу и ударить в колокола за отдельную плату.